# قاچاق انسان در افغانستان
قاچاق انسان در افغانستان (انگلیسی: Human trafficking in Afghanistan) به‌عنوان کشوری که هم منبع، هم ترانزیت و و هم خود مقصد مردان، زنان و کودکانی است. به ویژه استثمار اجباری و فحشاء اجباری در این کشور شایع است، و اکثر قربانیان کودکان هستند. پسران و دختران افغان در داخل کشور و به ایران، پاکستان و هند و همچنین کشورهای عربی خلیج فارس قاچاق برده می‌شوند تا برای فحشا و کار اجباری (استثمار) در کوره‌های آجرپزی، کارخانه‌های فرش ، و بیگاری خانگی، قاچاق بکار گرفته شوند. گدائی اجباری نیز یک مشکل رو به رشد در افغانستان است؛ گروه‌های مافیایی حلقه‌های گدائی حرفه‌ای را سازماندهی می‌کنند. پسران افغانی در پاکستان و ایران در معرض فحشاء اجباری و کار اجباری در قاچاق مواد مخدر قرار دارند. زنان و دختران افغان در معرض فحشاء اجباری، ازدواج‌های اجباری - از جمله آن‌هایی هستند که در آن شوهران همسران خود را در پاکستان و ایران و احتمالاً در هند وادار به فحشاء و کار اجباری خانگی (کلفتی) می‌کنند. سازمان‌های غیردولتی گزارش می‌دهند که در طول سال گذشته، تعداد پسرانی که در داخل کشور قاچاق شده‌اند افزایش یافته‌است. بعضی از خانواده‌ها (به دلیل فقر فاحش) آگاهانه فرزندان خود را برای اعمال فحشاء مجبور می‌کنند، این عمل شامل ترکیبی از بردگی جنسی و فحشاء کودکان است که از طریق آن مردان ثروتمند در حرم‌سراهای خود از پسران جوان برای سرگرمی‌های اجتماعی و جنسی استفاده می‌کنند. خانواده‌های دیگر برای کسب اشتغال فرزندان خود را به دلالان می‌سپارند تا برای آنها شغل پیدا کنند. بسیاری از این کودکان به کار اجباری، به ویژه در کارخانه‌های فرش پاکستان، بکار گرفته می‌شوند. سازمان‌های غیردولتی گزارش می‌دهند که خانواده‌ها گاهی اوقات تجزیه و تحلیل می‌کنند که چه میزان از بدهی‌هایی خود را می‌توانند با فروش کودکان خود پرداخت کنند.

## اقدامات دولت
دولت افغانستان تلاش‌های زیادی برای مبارزه با قاچاق انسان انجام می‌دهد، مانند مراجعه مداوم به قربانیان قاچاق مواد مخدر برای تأمین امکانات مراقبت. با این حال، سال گذشته شاهد افزایش تلاش دولت در این زمینه نبوده‌ایم. به‌طور خاص، حکومت افغانستان به موجب قانون سال ۲۰۰۸ مجرمان قاچاق انسان را مجازات نمی‌کند؛ و قربانیان قاچاق جنسی را به جرم زنا یا فحشاء مجازات می‌کند 

## موضع‌گیری‌ها
دفتر نظارت و مبارزه با قاچاق انسان در وزارت امور خارجه ایالات متحده آمریکا این کشور را را در سال ۲۰۱۷ در رده دوم "Tier2" کشورهای (مبارزه با قاچاق انسان) قرار داده‌است.